# The Day After Trinity
Pour plus de détails, voir Fiche technique et Distribution.
The Day After Trinity est un film documentaire américain réalisé par Jon Else, sorti en 1981.

## Synopsis
Ce film documentaire a été réalisé et produit par John Else en association avec la chaîne de télévision publique KTEH de San José (Californie). Le film raconte l'histoire de Robert Oppenheimer (1904–1967), le physicien qui joua un rôle prépondérant dans le développement de la première bombe atomique, testée en juillet 1945 au centre d'essais nucléaires de Trinity au Nouveau-Mexique.
Comportant des interviews de plusieurs scientifiques ayant participé au projet Manhattan, ainsi que des documents d'archive déclassifiés, The Day After Trinity a été nommé pour l'Oscar du meilleur film documentaire en 1980, et a remporté le Peabody Award en 1981.
Le titre du film a pour origine une interview, vers la fin du documentaire, dans laquelle Robert Oppenheimer est interrogé sur les efforts du sénateur Robert Kennedy en vue d'inciter le président Lyndon Johnson à engager des négociations afin de stopper la prolifération nucléaire. « Ça arrive 20 ans trop tard », répond Oppenheimer. Après une pause, il ajoute : « Ç'aurait dû être fait le lendemain de Trinity ».

## Fiche technique
- Titre : The Day After Trinity
- Réalisation : Jon Else
- Scénario : Jon Else, David Webb Peoples et Janet Peoples
- Musique : Martin Bresnick
- Montage : Ralph Wikke et David Webb Peoples
- Pays d'origine :  États-Unis
- Format : couleurs - mono
- Genre : documentaire
- Durée : 88 minutes
- Date de sortie : 1981

## Distribution
- Jon Else : intervieweur
- Paul Frees : narrateur (voix)
- Hans Bethe
- Freeman Dyson
- Leslie Richard Groves
- Joseph McCarthy
- Robert Oppenheimer
- Isidor Isaac Rabi
- Robert Serber
- Harry S. Truman
- Stanislaw Ulam
- Robert R. Wilson

## Distinctions
- Le film obtint le Peabody Award et l'Eddy Award.
- Le film fut nommé à l'Oscar du meilleur film documentaire.